# Raymond Lemieux (architecte)
Ne pas confondre avec Raymond Lemieux le sociologue.
Pour les articles homonymes, voir Raymond Lemieux.
Raymond Lemieux est un architecte et militant québécois né le 17 novembre 1933 et mort le 7 avril 2018. Il s'est fait connaître durant la crise de Saint-Léonard à la fin des années 1960, pour son action visant à intégrer les immigrants dans le système scolaire francophone et à faire du français la langue officielle du Québec.
Ses actions ont contribué à l'adoption de la Loi sur la langue officielle en 1974 et de la Charte de la langue française en 1977. En 2024, il est l'un des principaux protagonistes du documentaire La Bataille de Saint-Léonard portant sur la crise linguistique du même nom.

## Biographie

### Jeunesse
Raymond Lemieux naît à Notre-Dame-de-Grâce. Fils d'une famille de dix enfants, son père est un franco-américain de l'État de New York, d'origine québécoise, et sa mère est une Américaine née à Chicago d'un père irlandais et d'une mère allemande. Bien que ses parents soient bilingues, la langue d'usage à la maison est l'anglais. 

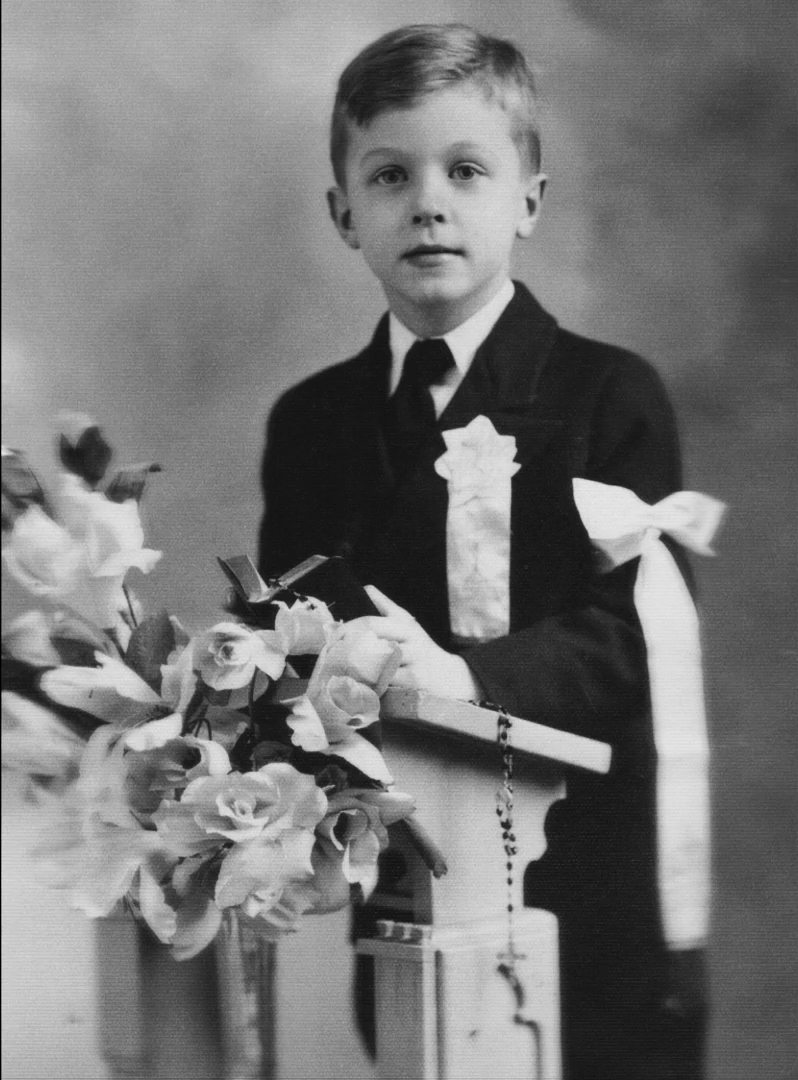
Un jeune Raymond Lemieux, lors de sa première communion.

### Études
Il effectue ses six premières années d'école primaire en anglais. En septième année, son père, souhaitant que ses enfants retrouvent leurs racines françaises, le transfère à l'école bilingue Saint-Raymond de Notre-Dame-de-Grâce. Ce choix est déterminant pour le jeune Raymond Lemieux. Il devient ainsi l'un des rares enfants de sa famille à opter pour la culture française (avec son frère Pierre). Tous les autres optent pour l'anglais.
Raymond Lemieux fait ainsi son cours classique chez les jésuites au collège Loyola ainsi qu'au collège Sainte-Marie. Il fréquente la bibliothèque Saint-Sulpice, les cinémas francophones des rues Saint-Denis et Saint-Catherine et lit Le Devoir. Diplômé cum laude du collège Sainte-Marie, il étudie ensuite l'architecture à l'Université de Montréal.

### Carrière
Diplômé en architecture, Raymond Lemieux effectue un stage de cinq ans le menant à différents endroits au Québec, en Nouvelle-Écosse et à Ottawa. En 1962, il s'installe à Trois-Rivières. Se trouvant peu d'interlocuteurs au sein de la petite société trifluvienne, Lemieux se tourne vers la lecture de « livres sur l'histoire politique et économique du Québec ». Ces lectures l'amènent à se conscientiser et à devenir membre du Rassemblement pour l'indépendance nationale (RIN).

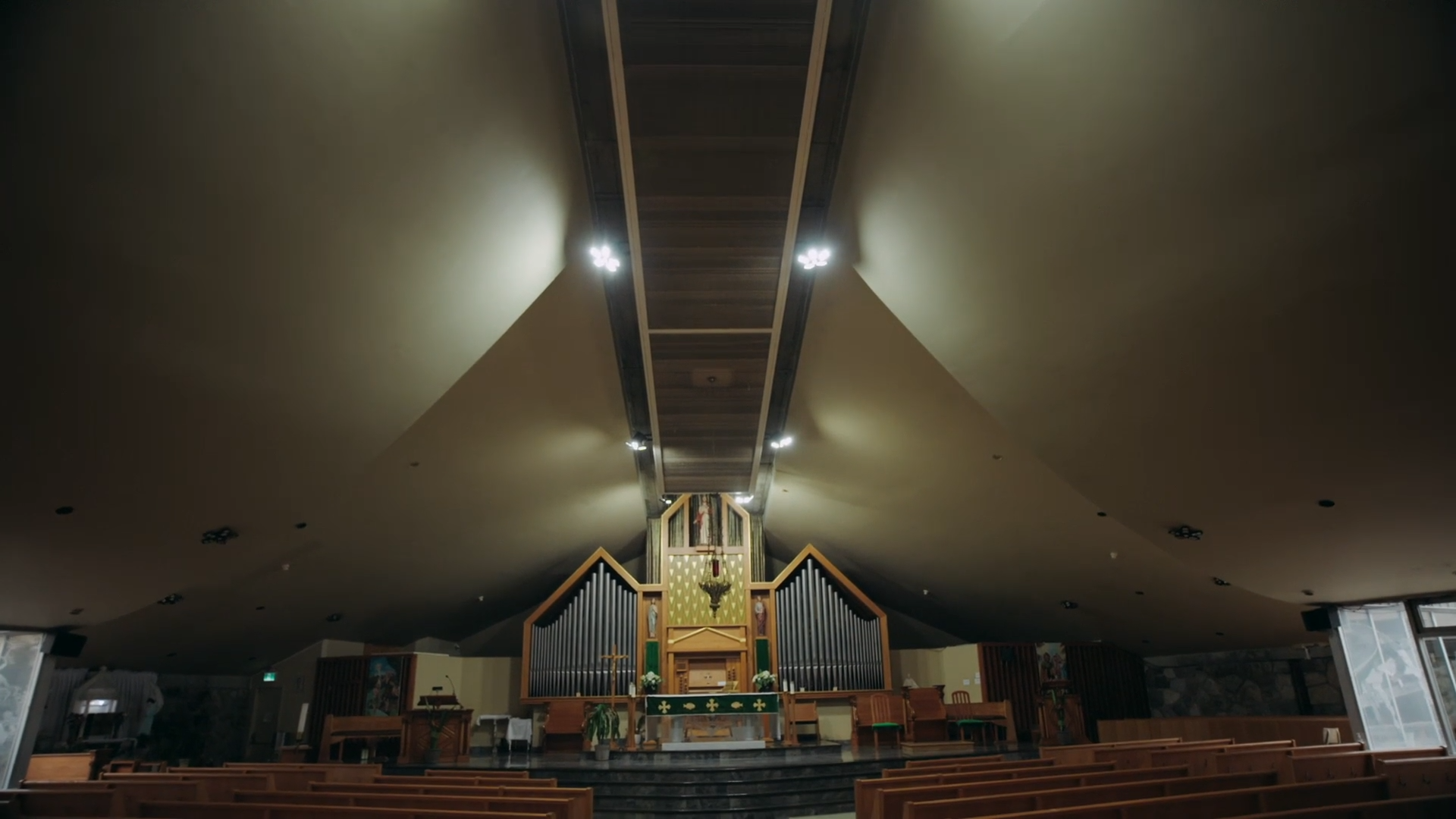
Vue de l'intérieur de l'église Saint-Gilbert à Saint-Léonard, conçue par Raymond Lemieux.

En 1964, Raymond Lemieux s'établit à Saint-Léonard. Dans cette ville, il conçoit les plans de plusieurs édifices publics. On lui doit notamment ceux de l'église Saint-Gilbert, de l'aréna municipal (nommé maintenant aréna Martin-Brodeur) et de l'école George-Étienne-Cartier. Au fil de ses contacts avec les milieux de la construction et des affaires de Saint-Léonard, Lemieux prend toute la mesure de la situation des Canadiens français et de leur langue sur le marché du travail.

#### Situation du français au Québec, au début des années 1960
À l'époque, même si le français était la langue maternelle de l'écrasante majorité de la population du Québec (81,2 % en 1961), l'anglais occupait la première place dans la société. En effet, au sein des entreprises, l'anglais prédominait dans les niveaux supérieurs, ainsi que dans les niveaux spécialisés et demandant une plus grande instruction, tous associés à des revenus plus élevés. Le français prédominait dans les emplois subalternes, ne demandant aucune qualification ou formation particulière, associés à des revenus plus faibles. Cette situation d'infériorité linguistique se reflétait dans la condition économique des francophones par rapport à celle anglophones. Ainsi, en 1961, le revenu annuel moyen d’un travailleur unilingue anglophone au Québec était de 6 049 $ par rapport à 3 107 $ pour un travailleur unilingue francophone, soit un écart de 48,6 %.
Pour les travailleurs bilingues, peu importe leur langue maternelle, la connaissance de l'autre langue n'offrait aucun avantage. Un travailleur francophone bilingue touchait en moyenne un revenu annuel de 4 523 $ et un travailleur bilingue anglophone 5 929 $. Dans l'échelle des salaires, sur les 14 principaux groupes ethniques composant la société, les Québécois francophones se retrouvaient au 12e rang, soit tout juste devant les Italiens et les Autochtones.
En résumé, la connaissance du français n'offrait aucun avantage supplémentaire aux anglophones ou aux allophones. Toutefois, la connaissance de l'anglais constituait une contrainte pour les francophones et les allophones cherchant à améliorer leur sort.

### Militantisme
Révolté par la situation du français au Québec, Raymond Lemieux est déterminé à faire changer les choses. C'est ainsi qu'il se rapproche des milieux nationalistes. Il fait partie d'un groupe de 13 personnes invitées par le comédien Jean Duceppe à se joindre à la Société Saint-Jean-Baptiste (SSJB) de Montréal afin d'apporter du sang neuf à l'organisation. Avec son groupe, Lemieux participe aux audiences publiques tenues par la commission Laurendeau-Dunton, s'opposant au bilinguisme et se disant plutôt en faveur de l'unilinguisme français au Québec.
En 1965, Lemieux et son groupe décident de fonder leur propre organisme, la Société nationale populaire du Québec (SNPQ), avec pour objectif principal de faire du français la seule langue de l'État québécois,.

### Crise de Saint-Léonard

#### Contexte
Au début des années 1960, la population de Saint-Léonard est principalement composée de francophones (53 %) et d'immigrants italiens (28 %) et polonais (19 %). Tout comme leurs compatriotes francophones, les immigrants italiens faisaient l'objet d'une franche discrimination, notamment sur le marché du travail. Malgré les nombreux traits communs entre francophones et italophones, dans un contexte où l'anglais demeurait la langue de l'ascension sociale, la vaste majorité des immigrants optaient pour vivre en anglais plutôt qu'en français. Ceci se reflétait notamment dans le choix de la langue d'enseignement pour les enfants. Ainsi, à Saint-Léonard comme sur l'île de Montréal, 3 enfants italiens sur 4 étaient inscrits à une école anglaise au début de la décennie.
Afin de pallier cette situation, dès 1961, des écoles offrant des classes bilingues avaient été créées avec le soutien du gouvernement de Jean Lesage. Malgré l'existence de ces classes bilingues censées favoriser l'apprentissage du français, dans les faits, 70 % de l'enseignement se déroulait en anglais et seulement 30 % de l'enseignement se déroulait en français. Dans les cours d'école, les enfants échangeaient donc essentiellement en anglais, plutôt qu'en français.

#### Début de la crise – fondation de l'Association des parents de Saint-Léonard
Inquiets pour l'avenir de leur langue, les citoyens de Saint-Léonard décident de se mobiliser. En novembre 1967, Commission scolaire catholique de Saint-Léonard décide de mettre un terme progressif aux écoles bilingues que fréquentent massivement (à 90 %) les écoliers italiens de la Saint-Léonard. Elle décrète que l'enseignement se donnera en français pour les trois premières années du primaire et que cette langue sera progressivement appliquée aux autres années du primaire à partir de septembre 1968. En réaction, en février 1968, un groupe de parents italiens contestent cette décision, y voyant une atteinte à leur liberté de choix de la langue d'enseignement pour leurs enfants. Dirigés par un Irlandais anglophone nommé Robert Beale, ces parents forment l'Association des parents de Saint-Léonard. Ils réclament alors le maintien des classes bilingues données dans la commission scolaire.

#### Fondation du Mouvement d'intégration scolaire (MIS)
Un groupe de parents francophones fondent le Mouvement d'intégration scolaire (MIS) le 27 mars 1968. Raymond Lemieux est élu président du MIS. Déterminé à faire du français la langue principale dans le milieu des affaires autant que dans le milieu de l'enseignement, il réclame « le français comme seule langue d'enseignement dans les écoles publiques ». Le 10 juin 1968, lors d'une élection scolaire, le MIS fait élire trois de ses membres à la Commission scolaire de Saint-Léonard, prenant ainsi la majorité des cinq sièges. La Commission scolaire adopte une nouvelle mesure : dès septembre 1968, l'enseignement ne sera offert qu'en français dans toutes les écoles de Saint-Léonard.
Pour les nationalistes québécois, l'enseignement unilingue en français apparaît comme une nécessité pour intégrer tous les nouveaux arrivants à la masse des francophones. Cette mesure, prônée notamment par le RIN et son chef Pierre Bourgault, est aussitôt rejetée par une majorité de parents italiens de Saint-Léonard, ainsi que pour la minorité anglo-québécoise. Pour eux, cette mesure « radicale » et « extrémiste » équivalant à une forme de « génocide culturel » s'attaque au droit fondamental de libre choix de la langue d'enseignement.
Durant cette même période, la Commission scolaire Jérôme-Le Royer décide de transformer l'école Aimé-Renaud, la seule école secondaire française de Saint-Léonard, en école anglaise afin d'économiser 100 000 $ en frais de transport. Cette décision administrative, officiellement pour des raisons budgétaires, en plus de disperser les 650 élèves vers d'autres écoles est alors perçue comme un refus de la volonté populaire des francophones.

#### Occupation de l'école Aimé-Renaud
Dans la nuit du 31 août au 1er septembre 1968, un groupe de 80 élèves du secondaire se barricadent dans l'école Aimé-Renaud. Ils refusent de quitter les lieux tant que la Commission scolaire Jérôme-Le Royer maintient sa décision de transformer Aimé-Renaud en école anglaise. Raymond Lemieux est présent sur les barricades, offrant son soutien aux élèves. Le siège porte ses fruits. Les commissaires décident finalement que l'école Aimé-Renaud demeurera française et que les élèves anglo-italiens seront envoyés à la nouvelle école primaire George-Étienne Cartier (dont les plans avaient été conçus, ironiquement, par Raymond Lemieux). À la suite de cette décision, l'occupation d'Aimé-Renaud prend fin le 5 septembre. Le premier ministre Daniel Johnson promet alors de trouver une solution permanente au problème scolaire soulevé par la crise de Saint-Léonard.

#### Arrivée de Jean-Jacques Bertrand
À l'automne 1968, tandis que les premiers cégeps ouvrent leurs portes, Daniel Johnson meurt subitement. Jean-Jacques Bertrand, alors ministre de la Justice, lui succède dans la tourmente. Fortement ébranlé par cette perte, le nouveau premier ministre fait face à un défi double : trouver une solution pouvant apaiser les tensions à Saint-Léonard entre francophones et anglo-italiens tout en conservant l'unité de son gouvernement et de son parti. Partisan du libre-choix de la langue d'enseignement, Bertrand partage l'avis de plusieurs Québécois francophones de cette époque, voyant dans l'enseignement en anglais une forme de plus-value, permettant aux enfants d'améliorer leur sort plus facilement qu'en étudiant seulement en français. Pour cette raison, Bertrand s'oppose à l'enseignement unilingue français.
Ayant annoncé dans ses discours qu'il était en faveur du libre choix, Bertrand rencontre Raymond Lemieux et d'autres représentants de la société civile en novembre 1968 afin de discuter de la marche à suivre. Lors de cette rencontre, Lemieux confronte le premier ministre en l'accusant de financer l'anglicisation du Québec par l'État. Malgré les critiques des groupes présents lors de cette rencontre, Bertrand choisira de rester sur ses positions.
En décembre 1968, le premier ministre Bertrand présente deux projets de loi : la loi 85, sur le choix de la langue d'enseignement, et la loi 88, créant une deuxième université de langue française à Montréal (qui ne comptait alors que l'Université de Montréal). Le texte du projet de loi 85 offrait non seulement aux parents de Saint-Léonard mais à tous les parents du Québec le libre choix de la langue d'enseignement. Dès sa présentation, le projet de loi soulève une immense vague d'opposition chez les francophones, avec au premier rang Raymond Lemieux. Celui-ci se fait le porte-parole de leur indignation. Le 16 décembre, le premier ministre Bertrand finit par reculer et retire son projet de loi 85.

### Opération McGill français
Au début de 1969, les étudiants québécois se mobilisent plus que jamais contre les autorités scolaires et politiques. À l'époque, la région de Montréal ne comptait qu'une seule université de langue française – l'Université de Montréal – mais deux universités de langue anglaise. Ne pouvant pas tous être accueillis sur les bancs de l'Université de Montréal à l'automne suivant, les étudiants décident alors d'organiser un vaste mouvement visant à franciser l'Université McGill, l'université symbolisant le pouvoir d'une minorité anglophone au Québec.
Raymond Lemieux prend part à ce mouvement. En entrevue à la télévision, il déclare : « McGill est une institution qui n'est pas du tout intégrée à la société québécoise, qui ne rend pas de services à la population du Québec. Elle ne rend pas les services qu'une université devrait rendre en retour des subventions que la population consent à McGill ». En effet, au milieu des années 1960, le gouvernement du Québec avait offert à l'Université McGill une subvention de plus de trois millions de dollars (3 000 000 $) pour la construction de la bibliothèque McLennan. Celle-ci contenait la plus importante collection d’œuvres de langue française du Québec (plus importante même que celle de l’Université de Montréal). Toutefois, l’accès à cette collection était exclusivement réservée à la clientèle de McGill. En plus de ne compter que 3 francophones parmi les 40 professeurs de son département de littérature de langue française, les francophones ne représentaient que 7 % de ses étudiants, incluant les étudiants belges et français.
Raymond Lemieux est présent sur toutes les tribunes. Il tient des conférences de presse, donne des discours et participe aux diverses activités du mouvement qui aboutit à la tenue d'une grande manifestation annoncée pour le 28 mars 1969. Dans la foulée de l'opération McGill français, le jour de son 1er anniversaire, le Mouvement d'intégration scolaire (MIS) devient la Ligue d'intégration scolaire (LIS) le 28 mars 1969. Celle-ci se dote de Comités d'action (les CALIS), groupes consacrés à la mobilisation et à l'action politique concertée.
Le 28 mars, une foule de 10 000 à 12 000 personnes s'assemble devant l'Université McGill. Il s'agit alors de la plus importante manifestation au Québec depuis la fin de la Seconde Guerre mondiale.

### Projet de loi 63, le «bill 63»

#### Nouvelle crise à Saint-Léonard
À l'automne 1969, un an après les événements de Saint-Léonard, les tensions linguistiques reprennent. Cherchant à répondre aux demandes des parents italiens, le ministre de l'Éducation Jean-Guy Cardinal annonce la création d'une nouvelle école anglaise privée dans Saint-Léonard, dont la construction serait subventionnée à 80 % par l'État. Si la nouvelle est accueillie positivement par les représentants anglo-italiens, elle est aussitôt contestée par les parents francophones et les représentants de la LIS. Ces derniers se réunissent à l'école Jérôme-Le Royer afin de discuter de la situation et des mesures à prendre. Lors de cette assemblée, Raymond Lemieux déclare que « l'État n'a pas le droit d'utiliser les fonds publics "pour accélérer l'anglicisation au Québec" ». Invitant les Italiens de Saint-Léonard à « rejeter le chantage intéressé des anglophones de l'extérieur et à permettre à leurs enfants de partager les mêmes bancs d'écoles que les nôtres [francophones] », il encourage la population à « prendre les moyens légitimes, face à un gouvernement qui nous trahit ».
L'assemblée de la LIS se transforme en affrontement lorsqu'une cinquantaine de parents italiens font irruption dans la salle. Huant et invectivant les organisateurs, ces derniers décident alors de s'en prendre physiquement à Raymond Lemieux. Celui-ci est blessé à la tête lors de la bagarre, forçant une vingtaine de policiers à intervenir pour calmer la foule. À la suite de cette assemblée, la LIS annonce la tenue d'une manifestation dans Saint-Léonard le 10 septembre suivant.

#### Émeute du 10 septembre
Comme prévu, une foule de 1 500 à 3 000 manifestants s'assemblent le 10 septembre à Saint-Léonard. La marche se déroule paisiblement durant les premières 90 minutes, jusqu'à ce que des bagarres commencent à éclater entre des membres de la LIS affrontent des membres de l'Association des parents anglophones de Saint-Léonard, « armés de couteaux, de barres de fer et de chaînes de métal ».
Entouré par un cordon de policiers municipaux et d'agents de la Sûreté du Québec, le maire de Saint-Léonard Léo Ouellet proclame alors la loi de l'émeute. Les policiers affrontent les manifestants. Ceux-ci leur lancent des pierres et des cocktails Molotov, tandis que la police leur répond par des grenades lacrymogènes. Au final, la manifestation mène à une soixantaine d'arrestations et compte plus d'une quarantaine de blessés. À la suite de ces événements, Raymond Lemieux, qui avait prononcé à la télévision, une heure avant la manifestation, un discours sur l'importance du français pour la survie de l'identité québécoise, se retrouve accusé de sédition par le ministre de la Justice Rémi Paul.

#### Débat sur le «bill 63»
Malgré ces événements, le gouvernement de Jean-Jacques Bertrand revient à la charge à la fin octobre 1969 avec un nouveau projet de loi : le « bill 63 ». Ce nouveau projet de loi est une reprise à distance du projet de loi 85, accordant à tous les parents du Québec une « liberté de choix complète et universelle » de la langue d'enseignement pour leurs enfants, rendant ainsi facultatif l'apprentissage du français à l'école. S'il reçoit l'appui des parents anglo-italiens de Saint-Léonard, il soulève un mouvement de contestation sans précédent chez les francophones. Une vaste coalition de plus de 200 associations de « syndiqués, professeurs, chauffeurs de taxi, artistes, étudiants, prêtres, frères des écoles chrétiennes, péquistes, gens de gauche, gens de droite » baptisée le Front du Québec français (ancêtre du Mouvement Québec français) est créée le 25 octobre. Raymond Lemieux se trouve parmi les dirigeants de cette coalition, aux côtés de Gaston Miron, François-Albert Angers, Pierre Bourgault, Reggie Chartrand et Michel Chartrand.
Des manifestations se tiennent partout au Québec. Le 28 octobre, plus de 20 000 étudiants et des centaines de professeurs manifestent dans les rues de Montréal. Malgré cette contestation, le 4 novembre 1969, la loi 63 est adoptée à 89 voix contre 5 (et 13 abstentions). Aux élections suivantes en avril 1970, le gouvernement de Jean-Jacques Bertrand est battu par le Parti libéral de Robert Bourassa.

### Départ de la vie politique
Poussé vers la porte de sortie par les membres de la LIS, Raymond Lemieux quitte son poste de président au printemps 1971. Après des années passées devant les tribunaux, son procès pour sédition tourne finalement en sa faveur. Il est acquitté en mars 1972.
Son action militante aura eu une portée importante, menant le gouvernement du Québec à adopter sa première politique linguistique. Celle-ci a ensuite été modifiée avec l'adoption de la loi 22 en 1974, puis enfin avec la Charte de la langue française en 1977.

### Dernières années
Après son départ de la vie politique, Raymond Lemieux se fait plus discret. Il meurt à Montréal le 7 avril 2018.

## Vie personnelle
Raymond Lemieux fait la connaissance de Lise Hurtubise à North Hatley, à l'été 1957. Native de Rigaud, elle était l'aînée d'une famille de six enfants. Les deux se marient en 1960.
Le couple a eu trois enfants : Chantal, Patrick et Martin.
Raymond Lemieux a par la suite été en couple avec Françoise Belzile. Ils ont eu une fille nommée Hélène.